# Lothar-Erwin Lutze
Lothar-Erwin Lutze (* 24. September 1940 in Schneidemühl; † 6. April 2021 in Bad Kreuznach) war ein Mitarbeiter des Bundesministeriums der Verteidigung und inoffizieller Mitarbeiter der Hauptverwaltung A (HV A) des Ministeriums für Staatssicherheit (MfS) der DDR.

## Leben
Lutze war vom 1. April 1960 bis zum 31. März 1964 Soldat auf Zeit der Bundeswehr und wurde währenddessen als inoffizieller Mitarbeiter für die DDR-Auslandsspionage angeworben. Anschließend war er bei unterschiedlichen Arbeitgebern tätig. Am 29. September 1972 heiratete er Renate Lutze, geborene Uebelacker, die er im selben Jahr ebenfalls für die HV A anwarb und die im Bundesministerium der Verteidigung als Chefsekretärin des Leiters der Sozialabteilung arbeitete. Am 1. Februar 1973, vermutlich auf Vermittlung seiner Frau, wurde auch Lothar-Erwin Lutze im Bundesministerium der Verteidigung in Bonn Angestellter. Zunächst war er Bürohilfskraft im Referat P III 7 der Personalabteilung. Das Referat war zuständig für Offiziere der technischen Truppe und Offiziere im Nachschub- und Transportwesen. Lutze war im Referat betraut mit Büroarbeiten wie Auszeichnung und Weiterleitung des Posteingangs, Überwachen der Terminsachen und Wiedervorlagen, Berichtigung von Vorschriftensammlungen und Ähnlichem. Am 24. Mai 1973 wurde für ihn die Sicherheitsüberprüfung der Stufe I beantragt.
Am 1. Juni 1973 stieg Lutze von Vergütungsgruppe VIII nach VII Bundesangestelltentarifvertrag (BAT) auf. Den Sicherheitsbescheid der Stufe I erteilte das Amt für Sicherheit der Bundeswehr am 2. August 1974. Zum 1. Januar 1975 wurde er aufgrund einer Bewerbung für eine Stellenausschreibung Hilfssachbearbeiter im Referat III 3 der Rüstungsabteilung. Das Referat war zuständig für wirtschaftliche Angelegenheiten, Betriebe- und Brennstoffe, Pipelines, Sanitäts- und Quartiermeistermaterial und für die Vorbereitung von Beschaffungsprogrammen. Dort führte er die fremdsprachige NATO-Pipeline-Dokumentation, stellte Unterlagen für die monatlichen Ausschusssitzungen des Central European Pipeline Policy Committee (CEPPC) zusammen, wirkte bei der Auswertung der Dokumentation und von Sitzungsberichten sowie bei der Bewirtschaftung von Haushaltsmitteln mit und verwaltete ab dem 30. Januar 1975 Verschlusssachen der Geheimhaltungsgrade GEHEIM, US-SECRET und NATO-SECRET. Mit Wirkung vom 1. Februar 1975 stieg er in die Vergütungsgruppe VI b BAT auf.
Lutze, seine Ehefrau Renate und Jürgen Wiegel, der zuletzt in der Geheim-Registratur der Rüstungsabteilung des Führungsstabes der Marine tätig war, bildeten einen Spionagering. Bei der Verhaftung des Agentenehepaares Christine und Frank Gestner wurde ein Hinweis auf Wiegel gefunden. Am 2. Juni 1976 wurden die Eheleute Lutze sowie Wiegel wegen des Verdachts der geheimdienstlichen Agententätigkeit gegen die Bundesrepublik Deutschland vorläufig festgenommen und das Bundeskriminalamt führte eine Durchsuchung ihrer Wohnungen durch. Ihnen wurde vorgeworfen, mehrere Jahre unter nachrichtendienstlicher Führung des Agentenführer-Ehepaares Gerstner in Koblenz als Spione für das MfS der DDR gearbeitet und ihren Auftraggebern Verschlusssachen aus ihren Arbeitsbereichen geliefert zu haben. Darunter befanden sich vermutlich auch Pläne, Analysen und Berichte aus dem Bereich des NATO-Pipeline-Systems (Verlauf und Kennzeichnung), sowohl für den Betrieb im Frieden wie für den Verteidigungsfall.
Der Generalbundesanwalt beim Bundesgerichtshof leitete ein Ermittlungsverfahren ein und erhob am 28. Februar 1978 Anklage wegen schweren Landesverrats. Der 5. Strafsenat des Oberlandesgerichtes Düsseldorf eröffnete am 20. April 1978 die Hauptverhandlung. Lutze wurde 1979 zu 12 Jahren Freiheitsstrafe verurteilt, wovon er 11 Jahre in einer Justizvollzugsanstalt absaß. 1987 kam er im Rahmen eines Agentenaustauschs am Grenzübergang Wartha/Herleshausen zusammen mit Otto-Friedrich Schweikhardt und Alois Tomaschek frei. Lutzes Frau Renate wurde zu sechs Jahren Freiheitsstrafe verurteilt, kam aber bereits 1981 frei – ebenfalls durch einen Agentenaustausch.  Am 6. April 2021 verstarb Lutze und wurde am 13. August 2021 im Ruheforst von Waldalgesheim bestattet. Er führte den Decknamen Charly (III) (XV 2194/66).

## Bewertung und Folgen des Spionagefalls
Der Verteidigungsausschuss des Deutschen Bundestages erklärte sich in der 8. Legislaturperiode zum 1. Untersuchungsausschuss gemäß Artikel Art. 45a Absatz 2 Grundgesetz und untersuchte den „Spionagefall Lutze/Wiegel“ in den Jahren 1977 und 1978. Der Ausschuss kam zu dem Ergebnis, dass der durch den Spionagefall Lutze/Wiegel eingetretene Schaden für die äußere Sicherheit der Bundesrepublik Deutschland auch im Vergleich mit anderen Fällen als besonders schwerwiegend und zum überwiegenden Teil als irreparabel anzusehen sei. Durch den Verrat habe der nachrichtendienstliche Gegner einen umfangreichen und für ihn wichtigen Einblick in die Stärken und Schwächen der Verteidigungsfähigkeit der Bundesrepublik Deutschland erhalten. Die Angestellten Lothar-Erwin Lutze, Renate Lutze und Wiegel hatten dem Bericht des Untersuchungsausschusses zufolge bei ihrer dienstlichen Tätigkeit im Bundesministerium der Verteidigung Zugang zu einer großen Zahl von Akten, die als VS-VERTRAULICH, GEHEIM oder STRENG GEHEIM eingestuft waren. Diese Unterlagen enthielten wichtige Einzelheiten über Vorgänge, die für die Verteidigung der Bundesrepublik Deutschland von besonderer Bedeutung waren und an denen die gegnerischen Nachrichtendienste ein hohes Interesse hatten. Lutze habe zum Panzerschrank in seinem Referat jederzeit ungehindert Zugang gehabt. Tagsüber habe er den regulären Schlüssel für den Panzerschrank bei sich getragen. Nach Hinterlegung dieses Schlüssels habe ihm außerhalb der Dienstzeit ein Nachschlüssel zur Verfügung gestanden, der im Rahmen der Exekutivmaßnahmen in seiner Wohnung sichergestellt worden sei. An die von ihm verwalteten Verschlusssachen konnte Lutze in der Regel unkontrolliert heran, sodass er sie unbemerkt mit nach Hause nehmen und dort fotografieren oder während der Dienstzeit im Ministerium kopieren oder fotografieren habe können. 625 Dokumente aus dem Arbeitsbereich von Lutze müssten als kompromittiert gelten. Lothar Lutze, Renate Lutze und Jürgen Wiegel hätten mit verhältnismäßig einfachen Mitteln im Bundesministerium der Verteidigung einen unverhältnismäßig großen Spionageerfolg erzielen können.
Der damalige Generalinspekteur der Bundeswehr, General Harald Wust, reichte im Zuge des Spionagefalles seinen Rücktritt ein und wurde in den Ruhestand versetzt. Der Journalist Karl Feldmeyer von der Frankfurter Allgemeinen Zeitung erhielt 1978 für seinen Bericht über den Bundeswehr-Spionagefall Lutze/Wiegel den vom Bundesverband Deutscher Zeitungsverleger vergebenen Theodor-Wolff-Preis des Jahres 1978.